# Avenue Xavier Henrard
Pour les articles homonymes, voir Henrard.
L'avenue Xavier Henrard est une rue bruxelloise de la commune de Woluwe-Saint-Pierre qui relie l'avenue de l'Atlantique avec le parc de Woluwe.
Sa longueur est d'environ 400 mètres.

## Origine du nom
L'avenue porte le nom du sous-lieutenant aviateur Xavier Henrard (1914-1940).
Xavier Henrard, né à Woluwe-Saint-Pierre, le 5 mai 1914 fut abattu en plein ciel au nord-ouest de Bastogne (entre Hemroulle et Champs) le 2 mars 1940 dans son Hawker Hurricane (H-26) à l'âge de 25 ans par un Dornier Do 17 allemand que lui et deux autres avions belges avaient pris en chasse.
Henrard porta le pseudo de Sioux, mais il fut connu sous le petit nom de Kinou dans ce quartier du Chant d'Oiseau où il passa toute sa jeunesse. Il est enterré au cimetière de Woluwe-Saint-Pierre.
Il fut décoré de la croix de chevalier de l'Ordre de Léopold.